# ریورساید (آیووا)
ریورساید (به انگلیسی: Riverside) شهری در ایالت آیووا کشور ایالات متحده آمریکا است که جمعیت آن در سرشماری سال ۲۰۱۰ میلادی، ۹۹۳ نفر بوده‌است.